# Scoreni
Scoreni è un comune della Moldavia situato nel distretto di Strășeni di 3.946 abitanti al censimento del 2004.